# Вулиця Кастелівка
Ву́лиця Ка́стелівка — вулиця у Франківському районі Львова, що сполучає вулицю Горбачевського та вулицю Романицького, пролягає паралельно нижньої частини вулиці Сахарова.

## Назва
Назва «Кастелівка» походить від прізвища родини архітекторів та будівничих італійського походження. У документах Львова часів XVI століття згадується будівничий Захаріяш Кастелло з Лугано, у XVII столітті — королівські архітектори Томаш та Матеуш Кастелло, а також рід Кастеллі, чий маєток Кастелівка був у районі вулиці.
- Леопольда Ліса-Кулі — перша назва вулиці на честь польського героя Першої світової війни.
- Шефельґассе — назва періоду нацистської окупації
- Матросова — названа в 1944 році, після встановлення радянського режиму.
- Кастелівка — сучасна назва із 1992 року.

## Забудова
Проїзджа частина вулиці складається із двох частин, розділених спортивним майданчиком та територією готелю на вулиці Сахарова, 42. Через саму вулицю не курсує громадський транспорт, зупинки знаходяться на вулицях поруч.
Вулиця була створена у 1930-х роках ансамблем будинків у стилі польського функціоналізму, із вкрапленням радянської забудови зведеної тридцять років потому. Вздовж вулиці розташований спорткомплекс, сквер та два дитячі майданчики.
У 2009 році впритул до будинку номер 1 було збудовано шестиповерховий житловий будинок. 
У 2020 році розпочалися роботи з реконструкції спортивного комплексу ЛКП «Спортресурс» на території колишнього Собкового ставу. Також цього року почалося будівництво п'ятиповерхового будинку «Avalon Prime».
Всього на вулиці знаходиться тринадцять будинків зведених перед другою світовою війною — номери 1, 2, 4, 7, 8, 9, 10, 12, 14, 16, 18, 48, 50
та чотири будинки зведені за радянського періоду —  номери 3, 20, 40, 42.

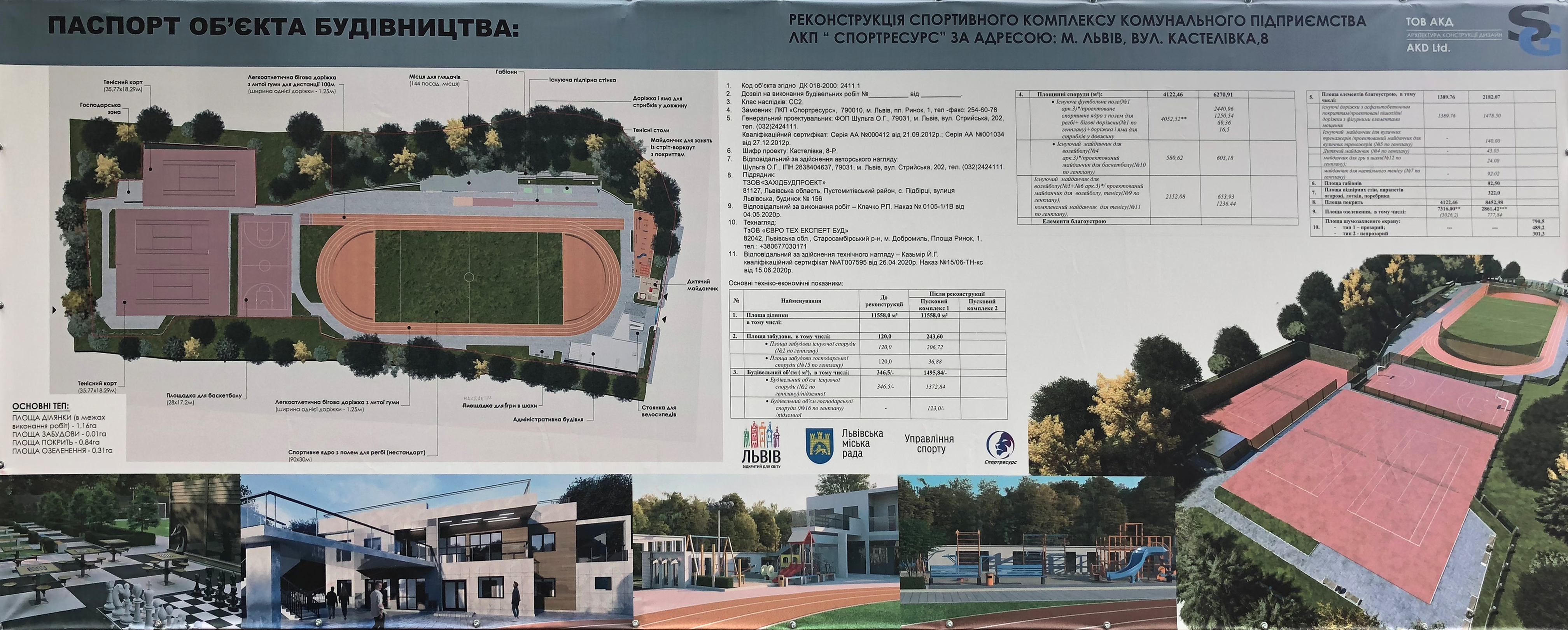
Проєкт реконструкції спортивного комплексу ЛКП «Спортресурс»

Забудова вулиці у стилі польського функціоналізму
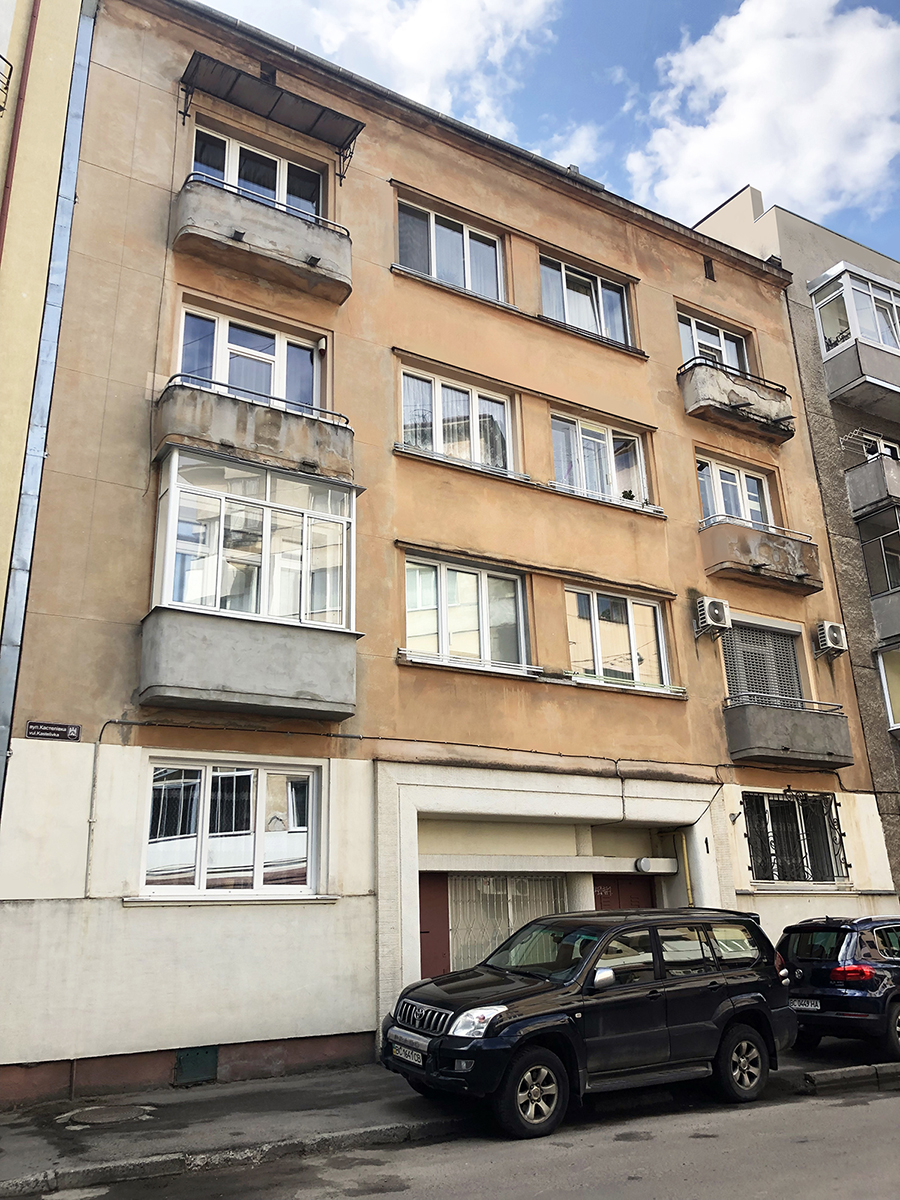
Будинок № 1
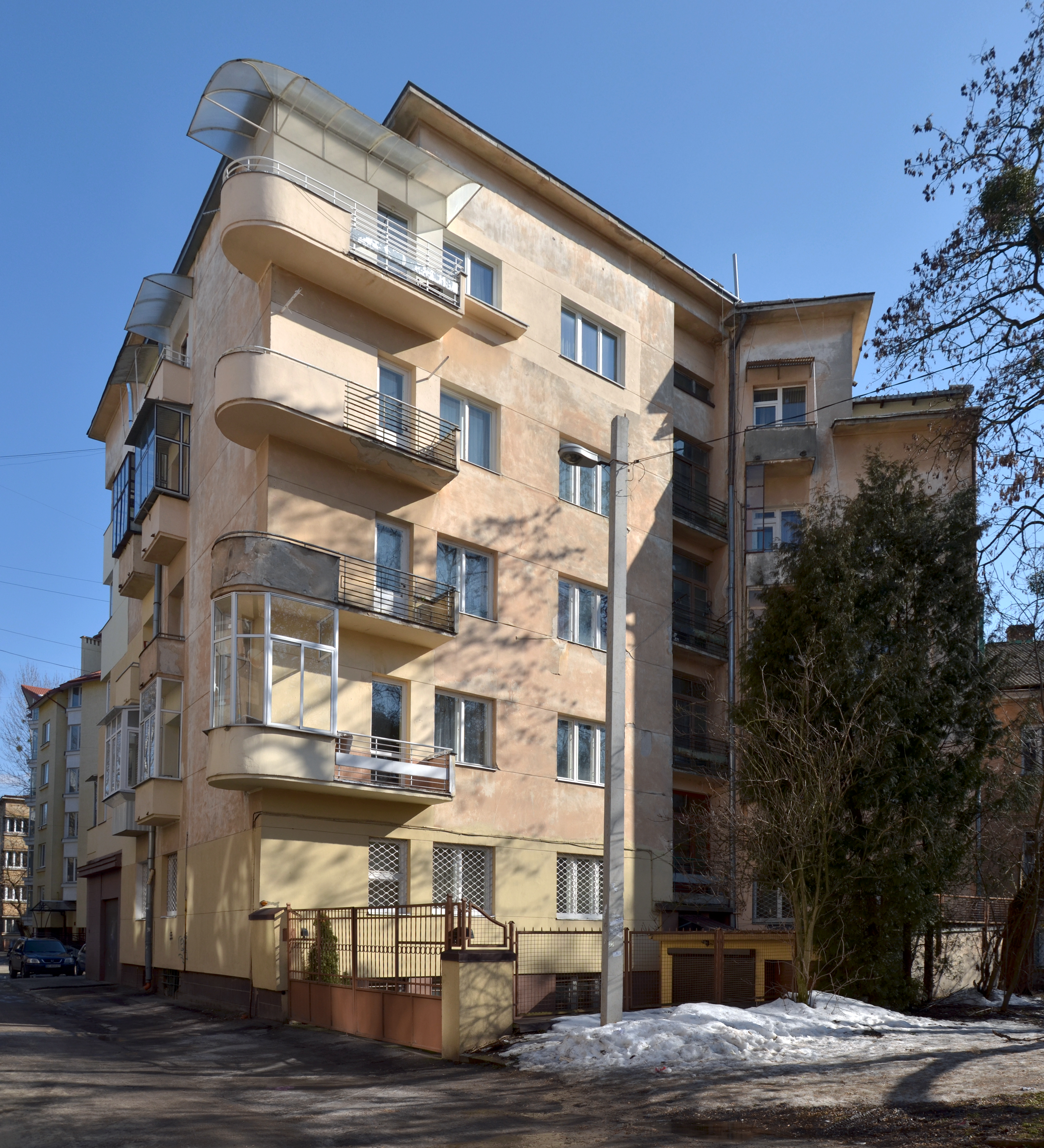
Будинок № 2
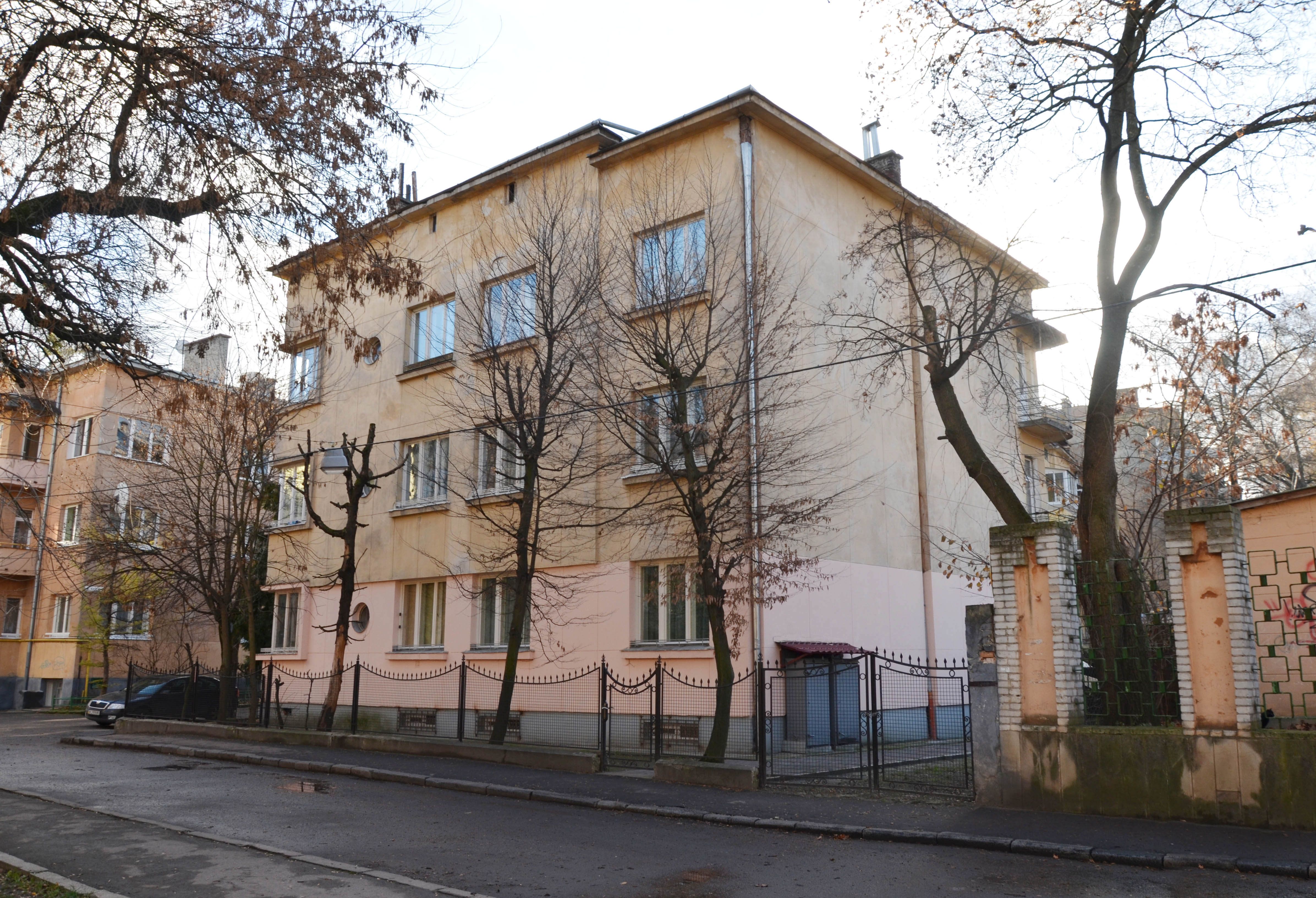
Будинок № 8, побудований 1938 року
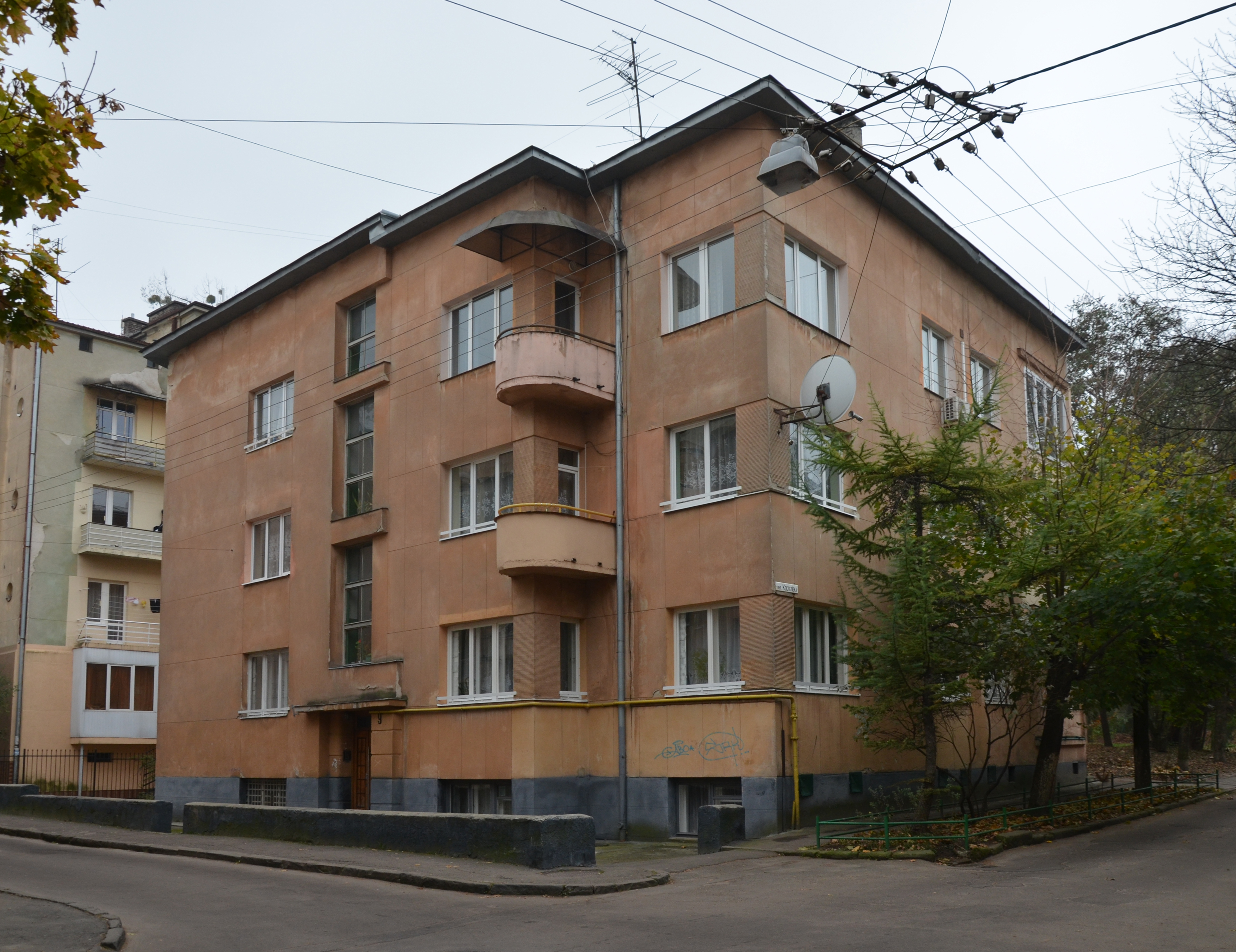
Будинок № 9
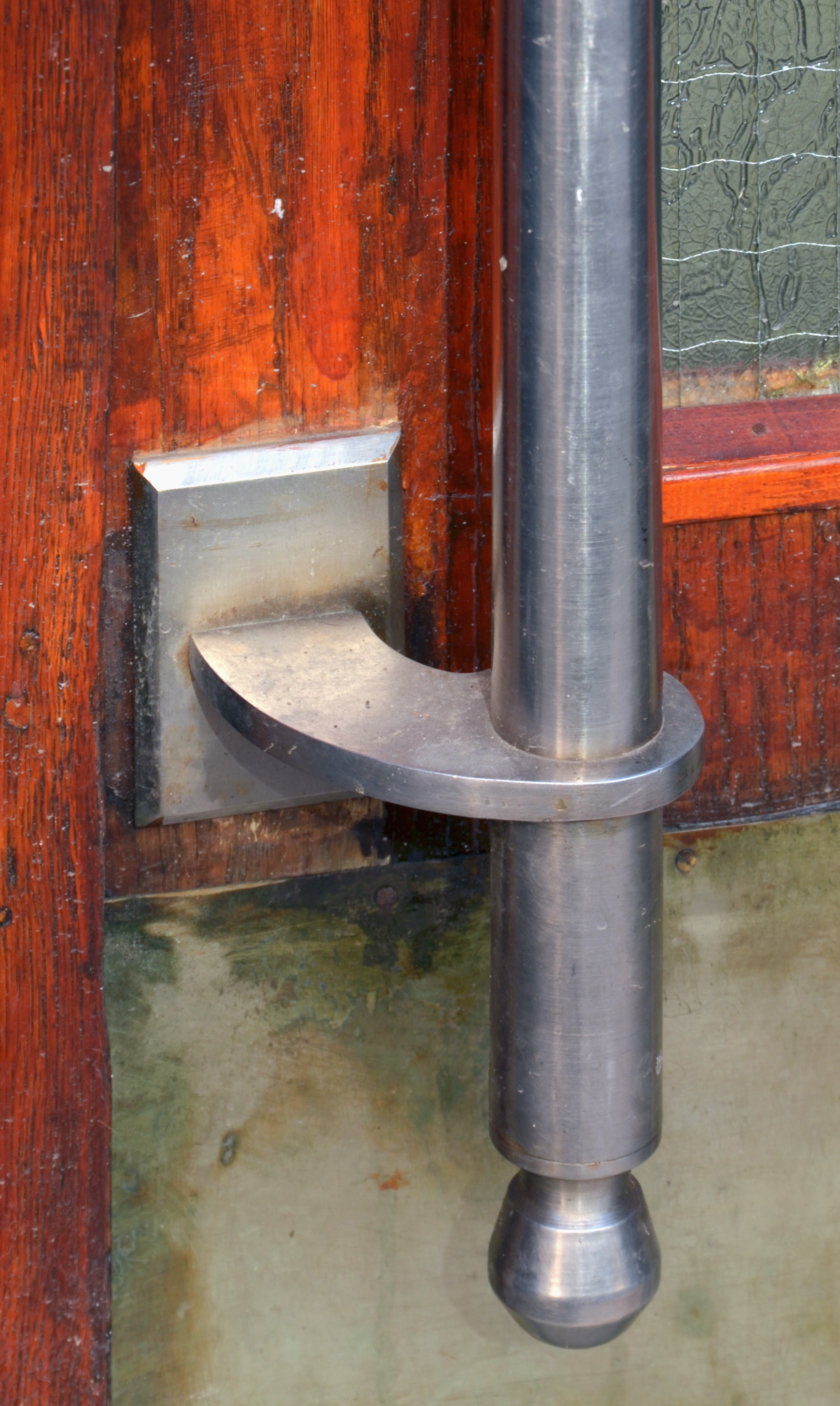
Фрагмент вхідних дверей будинку № 9
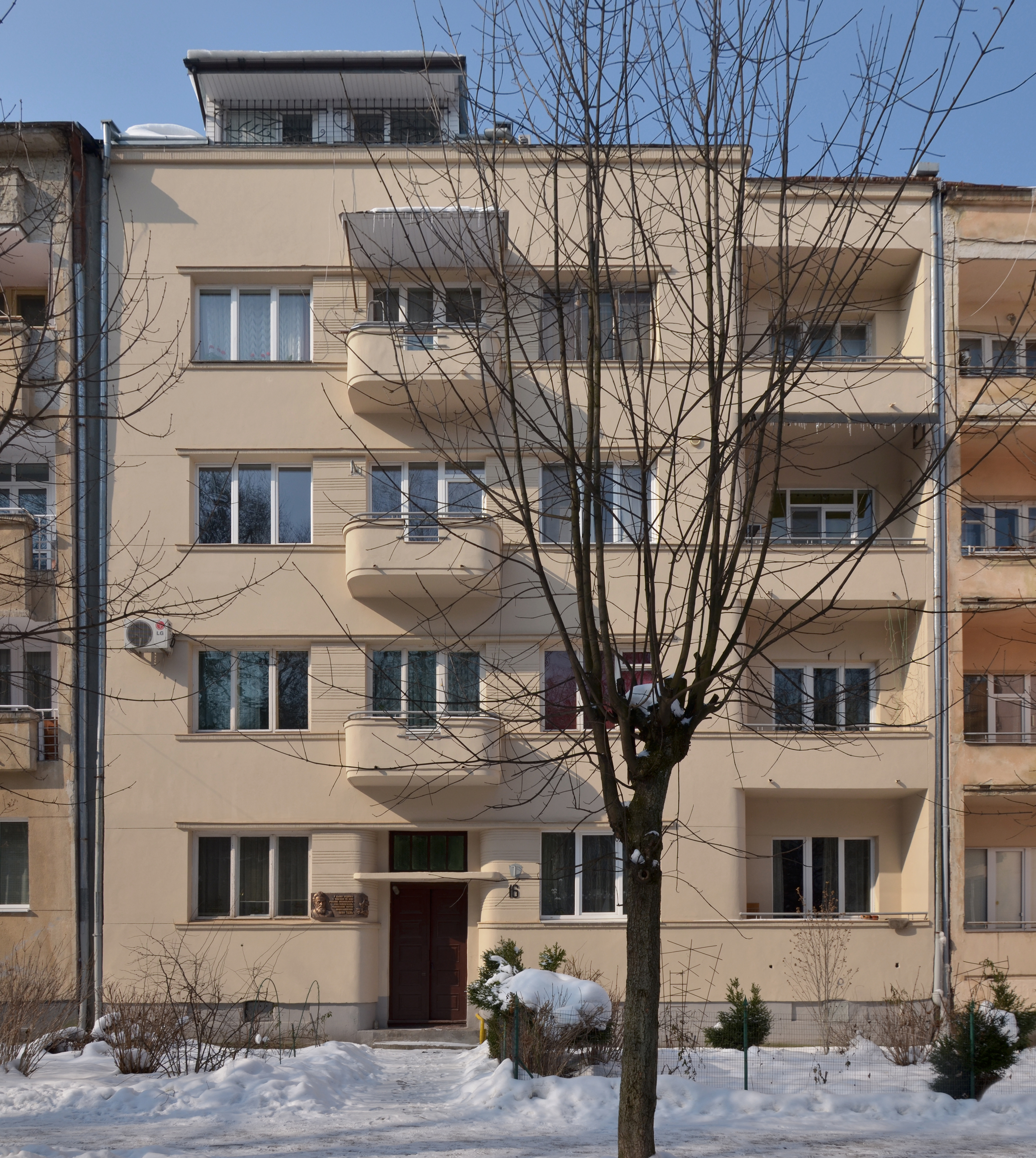
Будинок № 16, у якому проживав Іван Гель
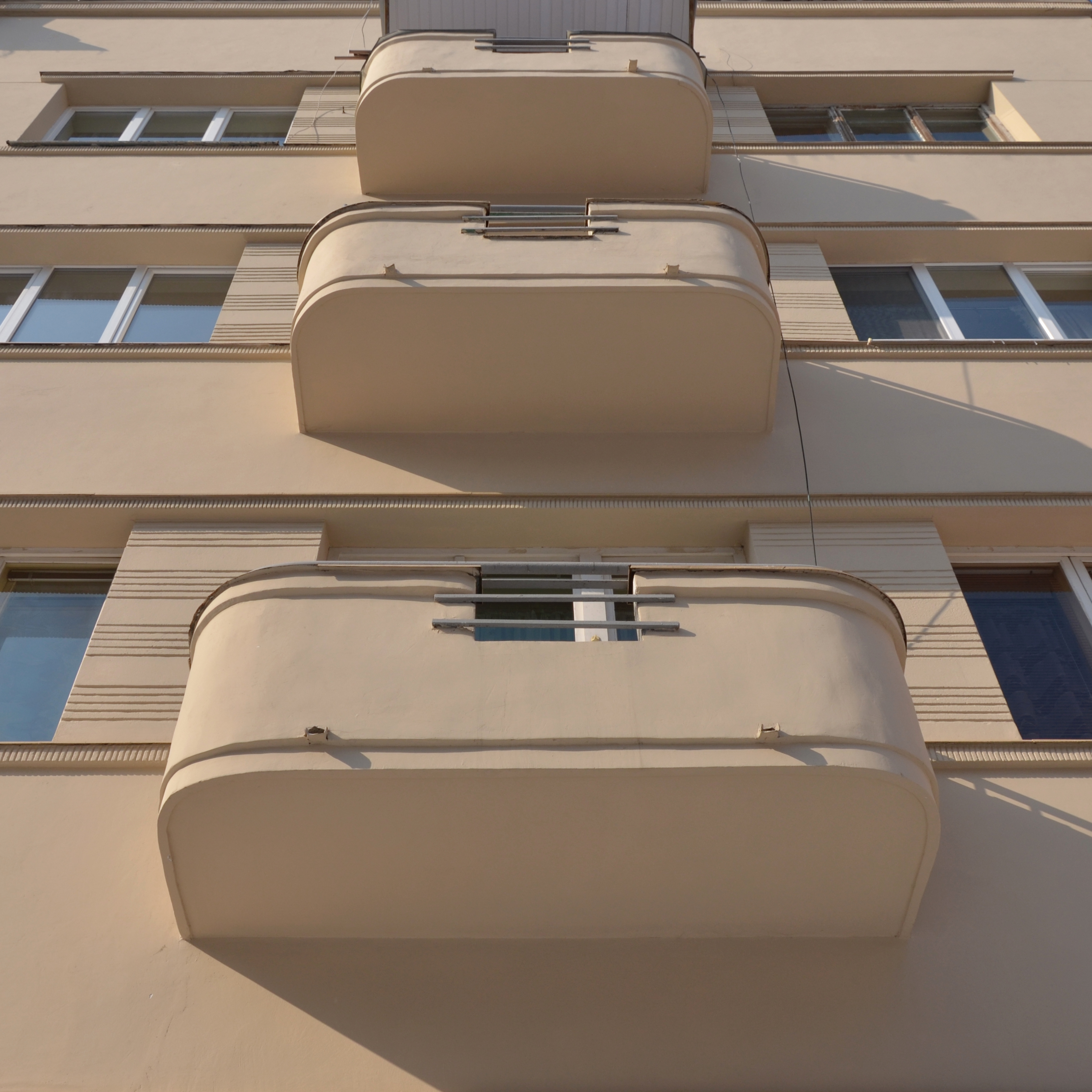
Фрагмент фасаду будинку № 16

## Пам'ятники, пам'ятні таблиці

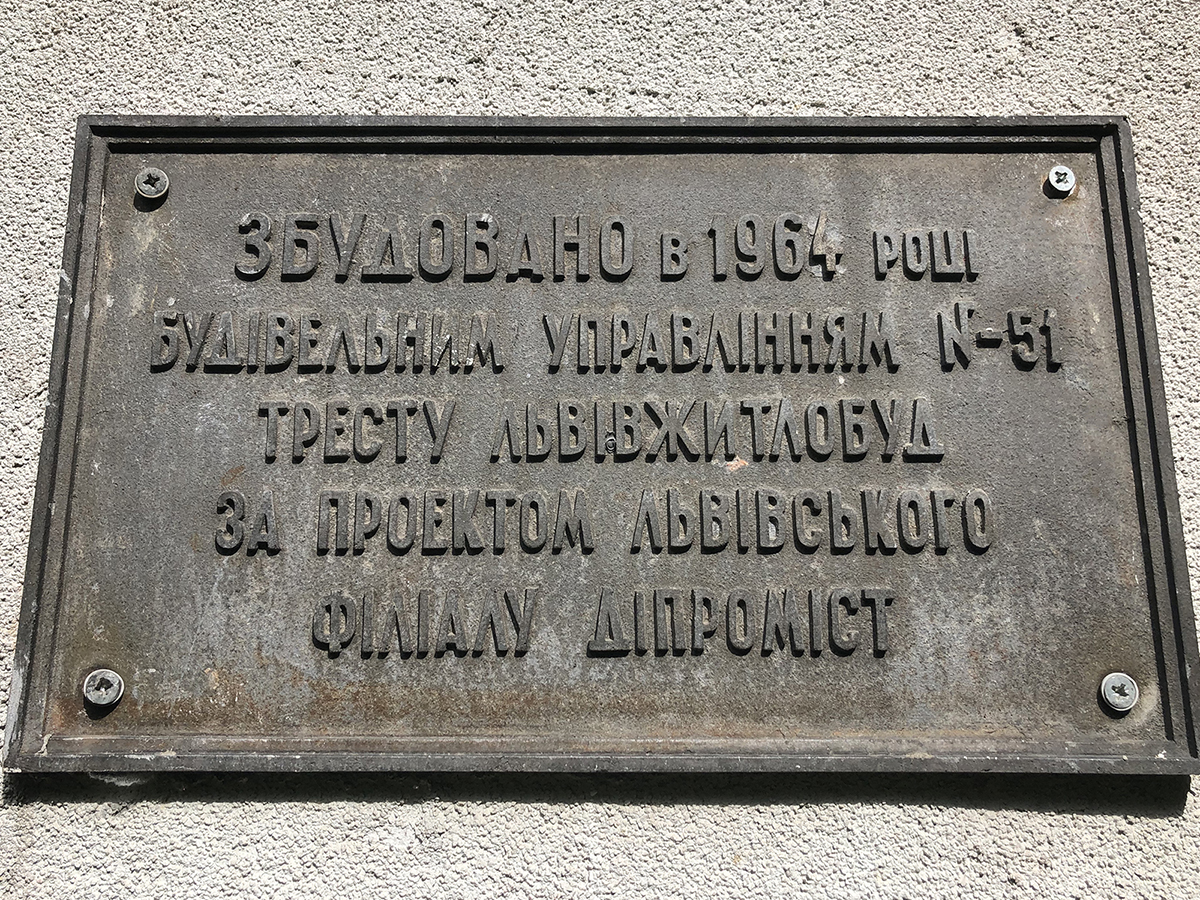
Пам'ятна таблиця на будинку № 20

17 липня 2017 року, на вул. Кастелівка, 16, відбулось урочисте відкриття меморіальної таблиці відомому українському правнику, публіцисту та дисиденту Івану Гелю. 
Встановлення таблиці у будинку, де багато прожив Гель, відбулось у рамках проведення ремонтних робіт балконів та фасаду будинку, які завершились урочистостями, у яких взяли участь близькі та рідні діяча, друзі-дисиденти та керівництво області.